# روبن جيبسون
روبن جيبسون (بالإنجليزية: Robin Gibson)‏ (15 نوفمبر 1979 في المملكة المتحدة - ) هو لاعب كرة قدم بريطاني في مركز الوسط. لعب مع نادي ريكسهام وNantwich Town F.C. ‏ وستافورد رينجرز وليه جنيسيس ‏ وDroylsden F.C. ‏.

## وصلات خارجية
- روبن جيبسون على موقع قاعدة بيانات كرة القدم.إي يو (الإنجليزية)
- روبن جيبسون على موقع Soccerbase.com (لاعب) (الإنجليزية)